# Anurogryllus nigua
Anurogryllus nigua är en insektsart som beskrevs av Otte, D. och Perez-gelabert 2009. Anurogryllus nigua ingår i släktet Anurogryllus och familjen syrsor. Inga underarter finns listade i Catalogue of Life.